# Walter Jentsch
Walter Jentsch (* 11. September 1900 in Langenbielau, Landkreis Reichenbach; † 2. Juli 1979 in Berlin) war ein deutscher Komponist, Kapellmeister und Rundfunkregisseur.

## Leben
Walter Jentsch studierte Musik bei dem österreichischen Dirigenten Julius Prüwer in Breslau und an der Staatsakademie für Musik und darstellende Kunst in Wien (heute Universität für Musik und darstellende Kunst Wien). Von 1924 bis 1926 war er Opernkapellmeister in Königsberg (Preußen), bis 1927 in Mönchengladbach, bevor er nach Berlin ging. Dort arbeitete Jentsch als Bühnenkomponist und Kapellmeister.
Mit der Machtergreifung der Nationalsozialisten 1933 kam Jentsch zum Rundfunk, zunächst als Tonmeister zum Deutschlandsender, dann als Leiter der Musikabteilung in den Deutschen Kurzwellensender, dem nationalsozialistischen Auslandsrundfunk. Zum 1. März 1933 war er der NSDAP beigetreten (Mitgliedsnummer 1.498.632).
Nach dem Zweiten Weltkrieg startete Jentsch eine Karriere als Hochschullehrer. 1949 wurde er Dozent für Komposition am Stern’schen Konservatorium Berlin und lehrte an der Berliner Hochschule für Musik. Jentsch komponierte vor allem Lieder, Klaviersonaten und Klavierkonzerte.
Die New York Times schrieb am 1. August 1974 über das damals stattfindende Newport Music Festival, dieses konzentriere sich diesmal auf „vergessene Werke“ und führte zwei Komponisten an; einer davon war Walter Jentsch:
„Wer um Himmels Willen sind diese Komponisten? Nicht einmal das Newport Music Festival weiß es. John Stranack, der [...] Jentschs Kleine Kammermusik ausgegraben hatte, fand die Noten in gutem Zustand, konnte aber keinerlei Quellen finden, die Licht auf den Komponisten warfen. [...] ‚Diese Komponisten sind der Menschheit völlig unbekannt.‘“

## Auszeichnungen
- 1969 Johann-Wenzel-Stamitz-Preis